# Citruspress

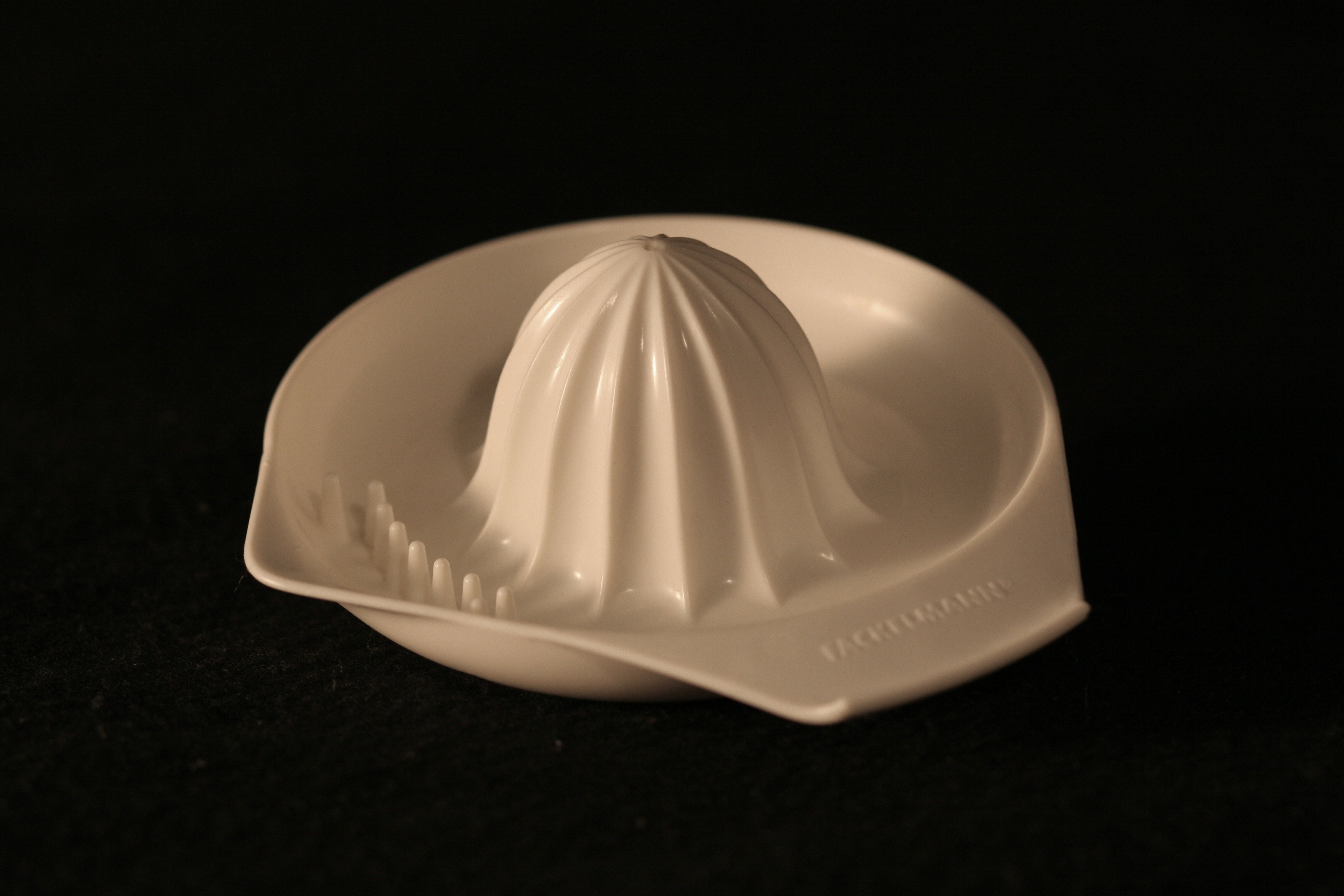
Enklaste formen av citruspress

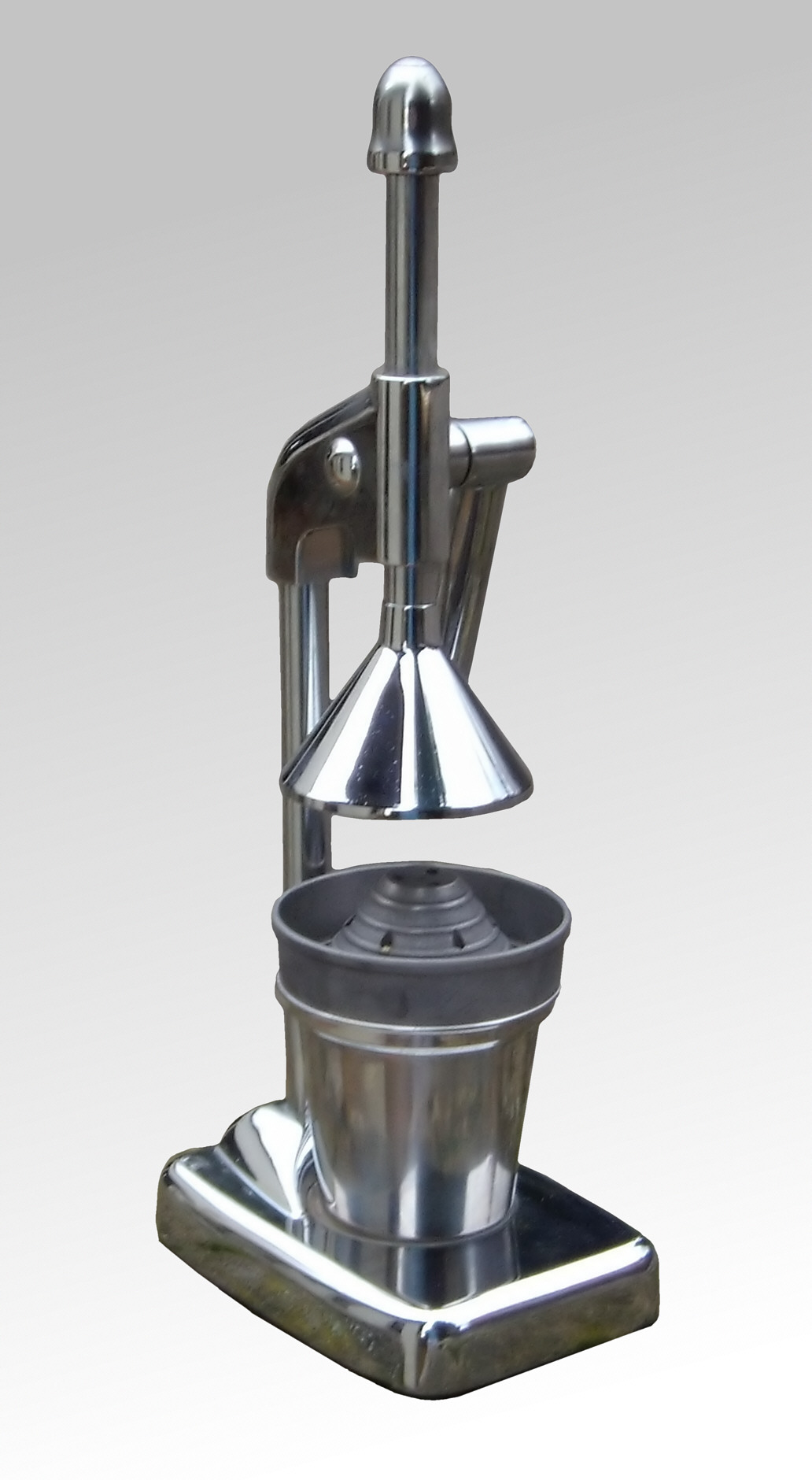
Citruspress med hävarm

Citruspress är ett köksredskap som används för att pressa fruktsaft ur citrusfrukter.
Den består vanligtvis av en rundad kon med längsgående räfflor och ett uppsamlingskärl. Ofta kan konen finnas i olika storlekar beroende på citrusfrukt: grapefrukt, apelsin eller citron. Ovanpå konen pressar man en halv citrusfrukt med vridande rörelser. Mellan konen och uppsamlingskärlet finns vanligtvis ett galler som hindrar kärnor och fruktkött från att komma med.
Det finns både manuella och maskinella citruspressar för hemmabruk.

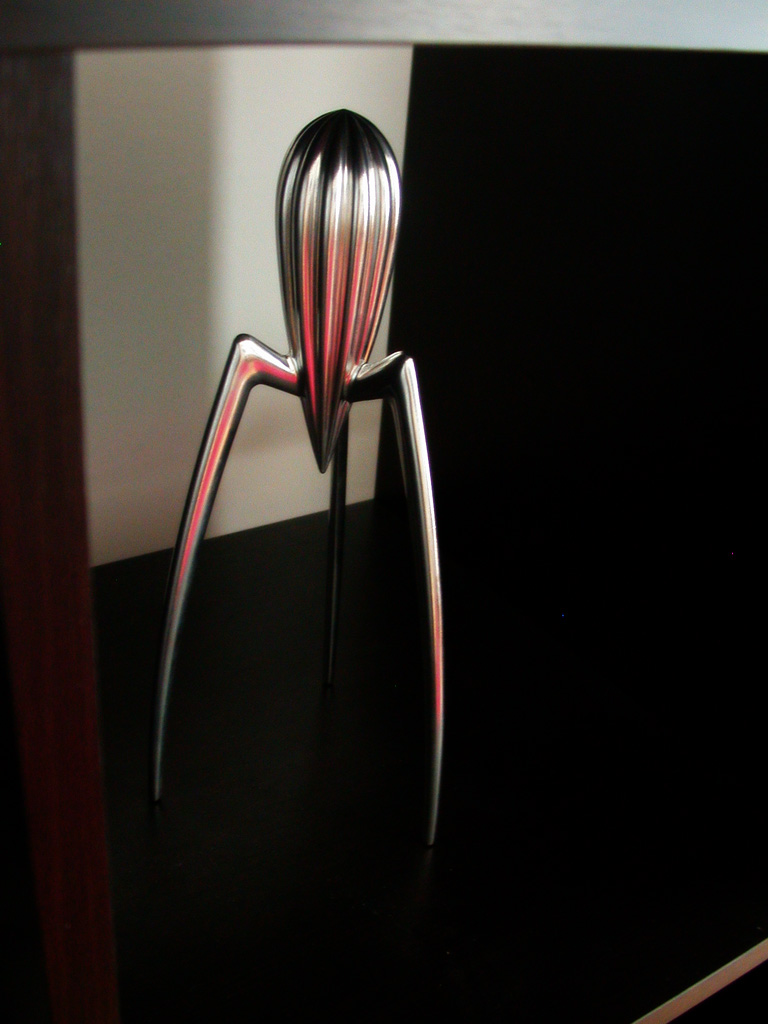
Juicy Salif är en citruspress formgiven av Philippe Starck år 1990 åt företaget Alessi.

Citronpress